# سازمان مجاهدین انقلاب اسلامی
سازمان مجاهدین انقلاب اسلامی حزبی سیاسی در ایران بود که از اتحاد هفت گروه سیاسی فعال در مبارزات مسلحانه در دوره پهلوی پس از وقوع انقلاب ۱۳۵۷ تشکیل شد. این سازمان در سال ۱۳۶۵ پس از تصمیم روح‌الله خمینی مبنی بر عدم حضور نماینده‌اش در سازمان، منحل شد.

## تاریخچه
سازمان مجاهدین انقلاب اسلامی در ۷ فروردین ۱۳۵۸ با به هم پیوستن ۷ گروه اسلام‌گرای مخالف نظام پیشین شکل گرفت که همگی سابقه مبارزه نظامی را نیز داشتند. این گروه‌ها تا قبل از وقوع انقلاب ارتباط تشکیلاتی چندانی با هم نداشتند، اما وجود هدف مشترک مقابله با خطراتی که نظام نوپا را تهدید می‌کرد، آن‌ها را به اتحاد با یکدیگر سوق داد، دشمنی با سازمان مجاهدین خلق مهم‌ترین وجه اشتراک اعضای این سازمان بود که حتی در نام سازمان نیز تجلی پیدا کرد و اصلی‌ترین هدف از تشکیل این سازمان نیز بود. تنها تفاوت نام این دو سازمان جایگزینی کلمه «خلق» با کلمه «انقلاب اسلامی» بود.
هفت گروه بنیان‌گذار این سازمان عبارت بودند از؛
- گروه امّت واحده
- گروه توحیدی بدر
- گروه توحیدی صف
- گروه فلاح
- گروه فلق
- گروه منصورون
- گروه موحدین

نخستین شورای هماهنگی سازمان با عضویت محمد سلامتی و صادق نوروزی (از امّت واحده)، مرتضی الویری (فلاح)، محمد بروجردی (صف)، محمود بخشنده (موحدین)، محمدباقر ذوالقدر و محسن تحویل‌زاده از (منصورون) تشکیل شد.
از اعضای کلیدی دیگر این سازمان در بدو تشکیل می‌توان سعید حجاریان، بهزاد نبوی، محسن آرمین، مصطفی تاج‌زاده، محسن رضایی، فیض‌الله عرب سرخی، مجتبی شاکری، محسن مخملباف، حسین فدایی و حسن واعظی را نام برد.
مجاهدین انقلاب در سرکوب قیام‌های مسلحانه در کردستان و سیستان و بلوچستان نقش فعّالی داشت، به‌طوری‌که در دوران جنگ کردستان فرمانده سپاه پاسداران در غرب کشور محمد بروجردی و فرمانده ارتش در غرب کشور علی صیاد شیرازی هر دو از اعضای این سازمان بودند.
مهم‌ترین کار این سازمان در آن هنگام مبارزه با جریاناتی بود که به زعم آن‌ها با خط مشی لیبرال خود انقلاب را به بیراهه می‌بردند. مرتضی الویری عضو شورای مرکزی مجاهدین انقلاب در این‌باره می‌گوید: «در آن مقطع زمانی [دوران ریاست‌جمهور بنی صدر] تشکیلات مجاهدین انقلاب اسلامی هیچ کاری نداشت الا مقابله و مخالفت با بنی صدر و جناح لیبرال».
با فرمان روح‌الله خمینی در مورد عدم حضور افراد نظامی در گروه‌های سیاسی برخی از اعضای اصلی سازمان همچون ذوالقدر و محسن رضایی که فرماندهی سپاه پاسداران را به عهده گرفته بود از سازمان خارج شدند و عده‌ای دیگر همچون محسن آرمین از فعالیت در سپاه انصراف دادند.
با پدید آمدن اختلافات میان اعضای این سازمان در همان ابتدای پیدایش سازمان بر سر مسائلی همچون صدور بیانیه در مناسبت‌هایی همچون روز کارگر، ترور مرتضی مطهری یا سال‌مرگ علی شریعتی و به ویژه مخالفت جناح راست‌گرای سازمان و گروه منصورون با سیاست‌های اقتصادی محمد سلامتی و بهزاد نبوی در دولت میرحسین موسوی، مجاهدین انقلاب پس از مدتی به ۲ و بعد به ۳ جناح تقسیم شدند.
محمد سلامتی دبیرکل سازمان مجاهدین انقلاب اسلامی ایران، که در سال ۱۳۷۰ توسط برخی از اعضای جناح چپ سازمان مجاهدین انقلاب اسلامی تأسیس شد، علت این اختلافات را همراهی عده‌ای از اعضای سازمان از جمله افراد گروه منصورون با سیاست‌های جناح بازار، عدم اعتقاد به ولایت فقیه و مجلس و مخالفت آن‌ها با بسیاری از مصوبات مجلس و دولت همچون قانون کار و قانون اصلاحات ارضی می‌داند.
او مهم‌ترین اعضای راست‌گرای آن زمان سازمان را حسین فدایی، محمدباقر ذوالقدر، محسن رضایی و احمد توکلی معرفی کرده است.
حضور راستی کاشانی که به عنوان نماینده ولی‌فقیه و با پیشنهاد گروه منصورون و دخالت‌های او در امور سازمان عامل دیگری بود که در نهایت موجب خروج جناح چپ‌گرای سازمان از جمله بهزاد نبوی و محمد سلامتی در سال ۱۳۶۱ شد.